# Grant's

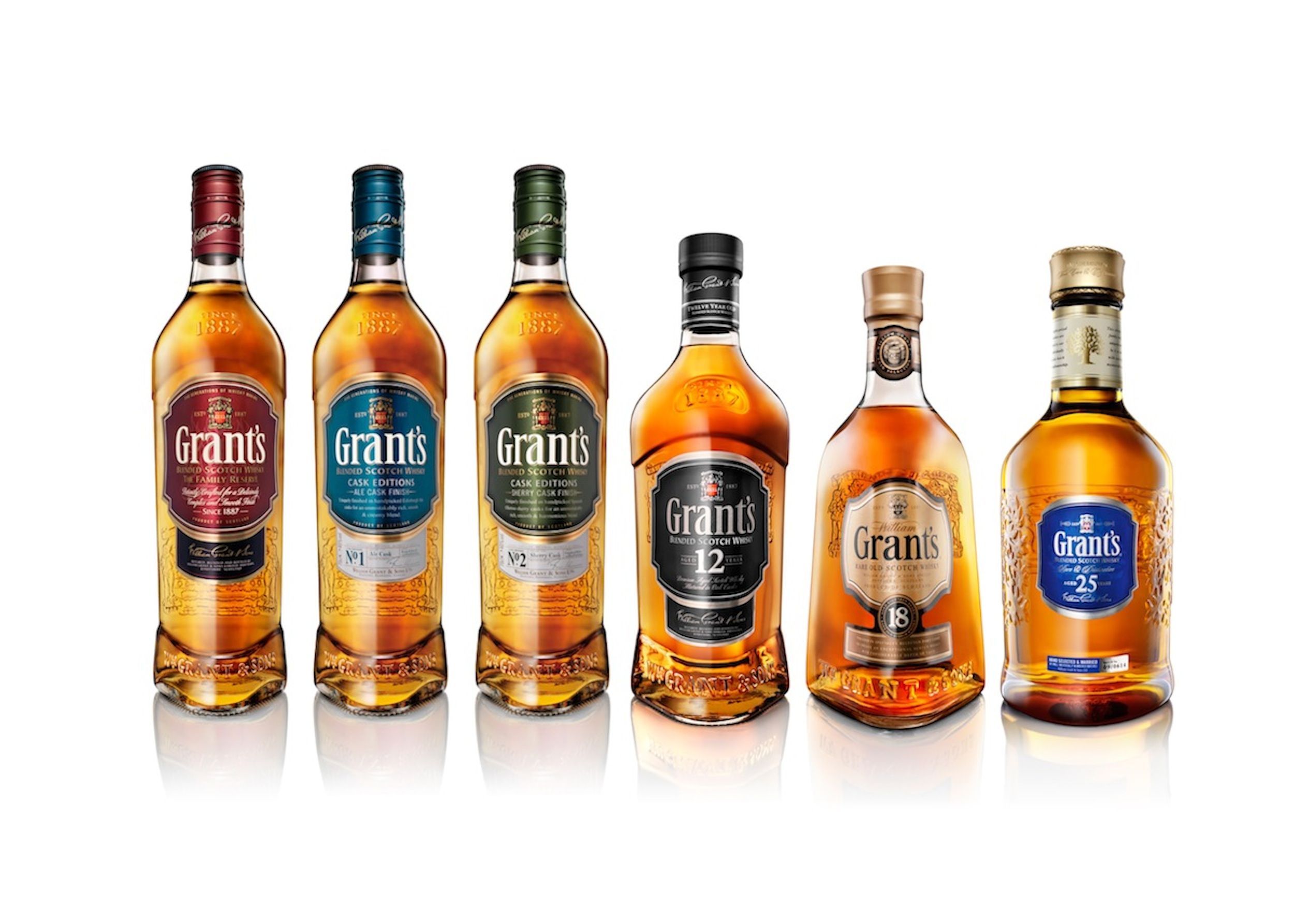
Os variados tipos de uísque Grant's.

Grant's é um uísque escocês produzido pela William Grant & Sons na Escócia.

## História
Em 1886, William Grant começou a trabalhar no negócio de destilaria como contador. Em 1898, Pattison's, o maior uísque blended da Escócia, de repente faliu, aproveitando a oportunidade,  William Grant entrou em cena e lançou o whisky Grant's.
William fundou a destilaria Glenfiddich em Dufftown, Escócia, com a ajuda dos seus sete filhos e duas filhas. No dia de Natal de 1887, ele produziu suas primeiras gotas de whisky.
Mais tarde, o filho de William, Charles Gordon, se tornou o primeiro vendedor da empresa e em 1909 levou Grant's para a Austrália e o Extremo Oriente.
Em 1915, foi aprovada uma nova lei, segundo esta, o período mínimo de maturação para o whisky escocês era de dois anos (hoje é três). O que levou à ruína de muitos.  William Grant tinha mantido uma produção de envelhecimento de whisky em estoque e foi capaz de garantir a continuidade da produção.
William Grant morreu em 1923, por esta altura, o negócio da família já estava bem estabelecido.
Em 1963, o bisneto de William, Charles Gordon, supervisionou a construção da destilaria de grãos Girvan - hoje o segundo maior produtor de uísque de cereais do mundo.
Em 1979, as vendas do Grant's no Reino Unido  ultrapassam 1 milhão de garrafas pela primeira vez.
Grant's continua, ainda hoje, a ser propriedade familiar. O atual CEO da empresa, Peter Gordon, é a quinta geração da família a dirigir o negócio.
Grant é o blended uísque de produção familiar mais velho do mundo, e é vendido atualmente em mais de 180 países. É a terceira maior marca de uísque escocês do mundo, vendendo 4,9 milhões de caixas em 2010.

## Garrafa
O Grant's foi vendido pela primeira vez em uma garrafa triangular em 1957.
O designer, Hans Schleger, veio a Grã-Bretanha como um refugiado da Alemanha nazista. Ele foi convidado a criar uma garrafa elegante que pudesse mostrar a qualidade e cor do uísque, e podendo ser empilhado e embalado de forma eficiente.
A garrafa e rótulo do Grant's foram atualizadosem 2002. Isto incluiu a gravação em alto relevo da garrafa com o brasão de armas dos Grant e o lema "Stand Fast" - o grito de guerra do Clã Grant, ao qual pertencia William. As palavras "Est. 1887" e "Independent Family Distillers for Five Generations" também foram adicionados.